# (16887) Blouke
(16887) Blouke est un astéroïde de la ceinture principale.

## Description
(16887) Blouke est un astéroïde de la ceinture principale. Il fut découvert le 28 janvier 1998 à Caussols par le projet ODAS. Il présente une orbite caractérisée par un demi-grand axe de 2,98 UA, une excentricité de 0,11 et une inclinaison de 10,5° par rapport à l'écliptique.

## Compléments